# Stella Maris (jornal)
O Stella Maris é um jornal católico de periodicidade mensal publicado na Suíça em língua francesa.
Esta publicação dá especial destaque à temática das aparições marianas reportadas pelo Mundo.